# لرنادزور
لرنادزور (به ارمنی: Լեռնաձոր) یک سکونتگاه مسکونی در ارمنستان است که در استان سیونیک واقع شده‌است.  در  کیلومتری جنوب کاپان، مرکز استان سیونیک واقع شده است.

## خصوصیات
لرنادزور ۱۰۲٫۷۸ کیلومترمربع مساحت و ۱٬۰۱۱ نفر جمعیت دارد و در ارتفاع  متر بالاتر از سطح دریا قرار گرفته است.

## نگارخانه

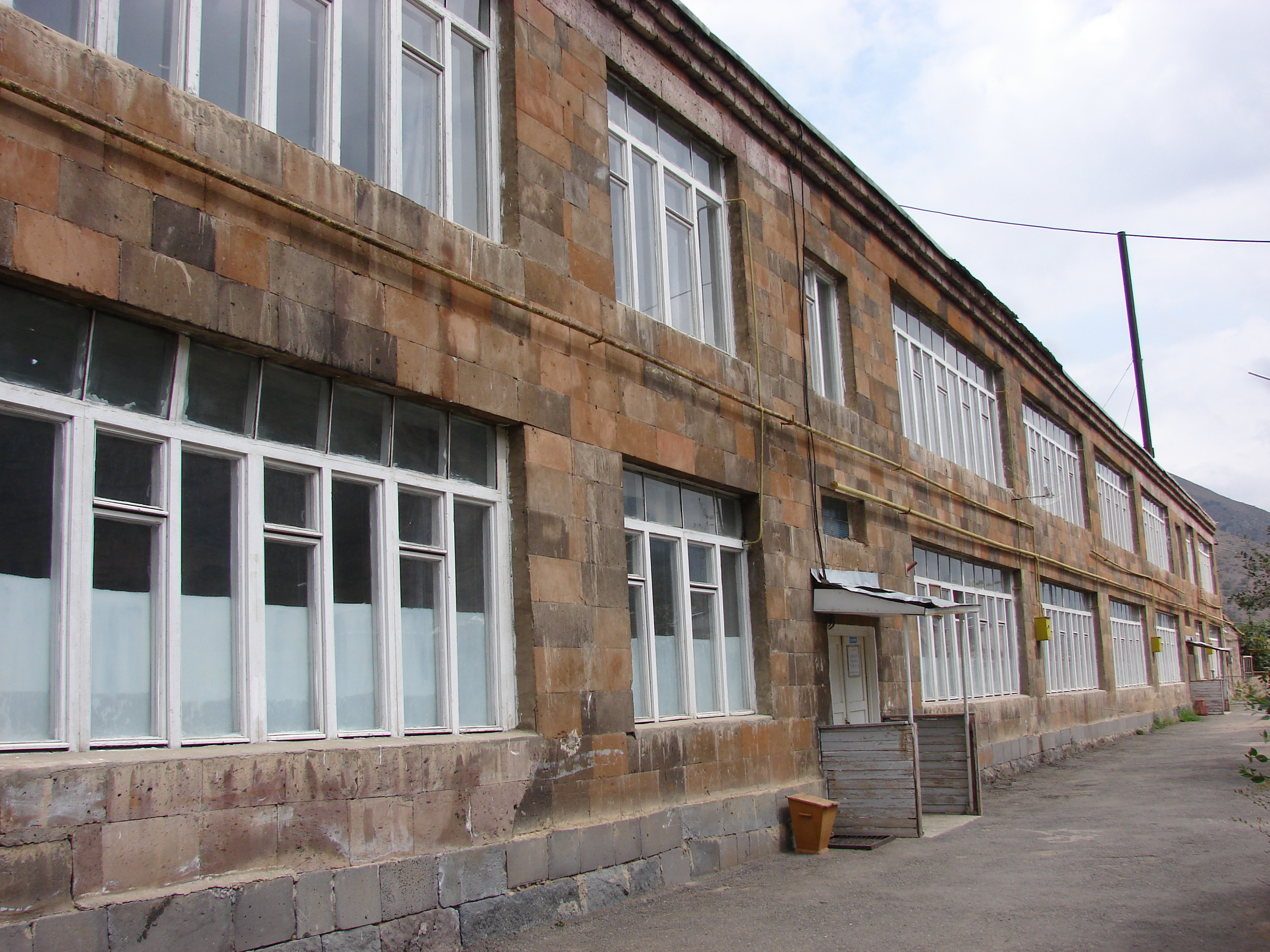
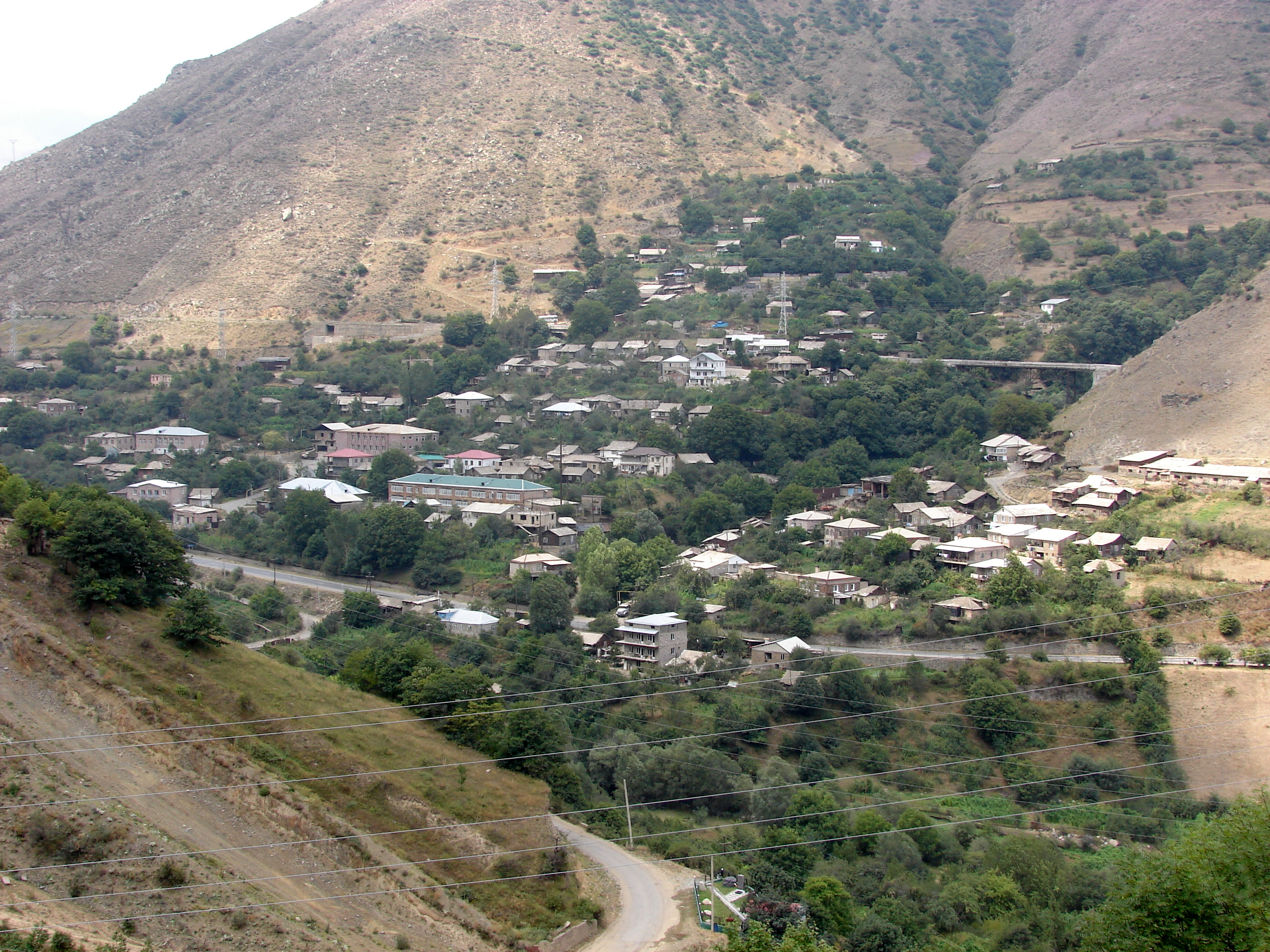